# Palestine Monetary Authority

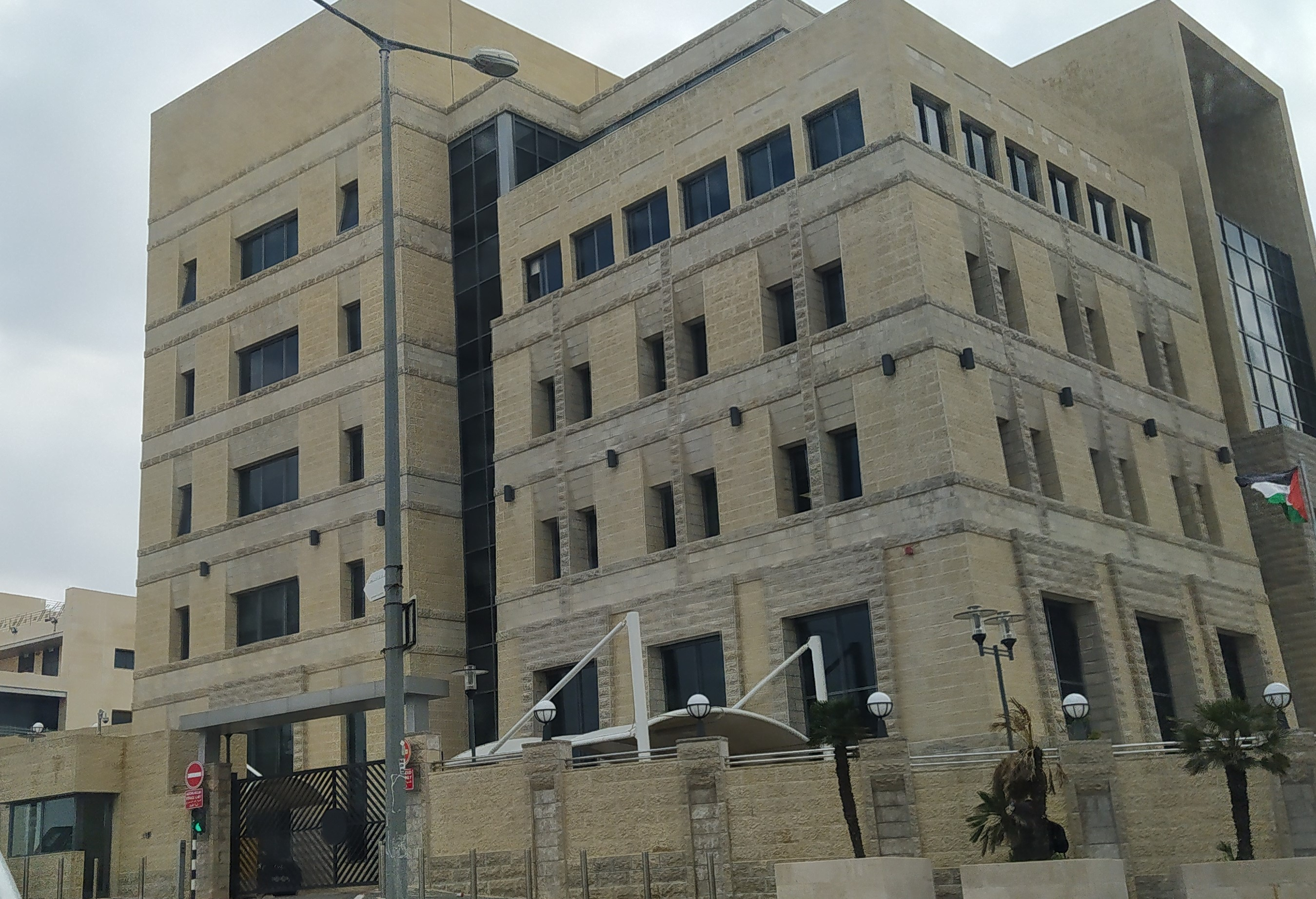
Das neue Gebäude der Palästinensischen Währungsbehörde in der Al-Irsal-Straße in Al-Bireh

Die Palestine Monetary Authority (PMA; arabisch سلطة النقد الفلسطينية, DMG Sulṭat an-Naqd al-Filasṭīniyya; deutsch Palästinensische Währungsbehörde) ist die Zentralbank Palästinas.

## Geschichte
Die PMA mit Sitz in Ramallah wurde 1994 nach der Unterzeichnung des Protokolls über Wirtschaftsbeziehungen (Pariser Protokoll) zwischen den Palästinensern und Israel gegründet. Es ist eine unabhängige öffentliche Institution, die für die Formulierung und Umsetzung der Geld- und Bankenpolitik, die Sicherung des Bankensektors und die Gewährleistung des Wachstums der Volkswirtschaft in ausgewogener Weise verantwortlich ist.
PMA beaufsichtigt die 13 palästinensischen und ausländischen Banken, die im Westjordanland und im Gazastreifen tätig sind. Sie ist nicht verantwortlich für die Ausgabe einer palästinensischen Währung.
PMA arbeitet unter der Autorität des PMA-Gesetzes Nr. 2 von 1997, einem Gesetz des Palestine Legislative Council und des Bankengesetzes Nr. 9 von 2010.
Das Logo der PMA ist eine Hommage an das Palästinensische Pfund das unter dem britischen Mandat geprägt und in Umlauf gebracht wurde. Das Logo enthält den Namen der PMA in Englisch und Arabisch, geschrieben auf der historischen 5 mils Münze.

## Ziele
PMA zielt darauf ab, die Währungs- und Finanzstabilität aufrechtzuerhalten und ein nachhaltiges Wirtschaftswachstum zu fördern durch effektive und transparente Regulierung und Beaufsichtigung von Banken, spezialisierten Kreditinstituten und Geldwechslern, die in Palästina tätig sind. Überwachung der Implementierung und des Betriebs moderner, effizienter Zahlungssysteme. Entwicklung und Durchführung einer Geldpolitik zur Erreichung von Preisstabilität.
PMA engagiert sich für die Förderung der Politik der finanziellen Inklusion und ist Mitglied der Alliance for Financial Inclusion.
Die Vision der PMA ist es, eine vollwertige und moderne Zentralbank für einen unabhängigen und souveränen palästinensischen Staat zu sein, der in der Lage ist, Währungsstabilität zu erreichen und die Inflation unter Kontrolle zu halten und die Finanzstabilität aufrechtzuerhalten, wodurch er zur weiteren Entwicklung des palästinensischen Finanzsektors beiträgt, die Integration in die regionale und globale Wirtschaft fördert und letztendlich hohe Raten nachhaltigen Wirtschaftswachstums in den palästinensischen Gebieten fördert.

## Gouverneure
- Fouad Bseiso (Dezember 1994 – November 2001)
- Amin Haddad (Dezember 2001 – Februar 2005)
- George al-Abed (Februar 2005 – November 2007)
- Jihad al-Wazir (Januar 2008 – November 2015)
- Azzam Shawwa (November 2015 – Januar 2021)[3]
- Feras Milhem (seit Januar 2021)[4]